# Open Sud de France 2024
Open Sud de France 2024 byl tenisový turnaj na mužském profesionálním okruhu ATP Tour hraný v montpellierské aréně. Třicátý sedmý ročník Open Sud de France probíhal mezi 29. lednem a 4. únorem 2024 v Montpellier na krytých dvorcích s tvrdým povrchem GreenSet.
Turnaj dotovaný 651 865 eury patřil do kategorie ATP Tour 250. Nejvýše nasazeným singlistou se opět stal sedmý hráč světa Holger Rune z Dánska. Jako v předchozím ročníku dohrál v semifinále, které skrečoval pro zranění pravé paže. Z pozice posledního přímého účastníka do dvouhry nastoupil francouzský 117. hráč žebříčku Benoît Paire. V důsledku invaze Ruska na Ukrajinu na konci února 2022 řídící organizace tenisu ATP, WTA a ITF s grandslamy rozhodly, že ruští a běloruští tenisté mohli dále na okruzích startovat, ale do odvolání nikoli pod vlajkami Ruska a Běloruska.
Čtvrtý singlový titul na okruhu ATP Tour vybojoval Kazachstánec Alexandr Bublik, jenž se stal prvním hráčem v historii ATP, který získal trofej přes ztrátu úvodní sady ve všech kolech turnaje. Bodový zisk mu zajistil posun na nové kariérní maximum, 23. příčku žebříčku. Čtyřhru ovládli Francouzi Sadio Doumbia s Fabienem Reboulem, kteří získali druhou společnou trofej. Všichni vítězové se posunuli na nová žebříčková maxima.

## Rozdělení bodů a finančních odměn

### Rozdělení bodů
| Soutěž       | Soutěž      | vítězové | finalisté | semifinalisté | čtvrtfinalisté | 16 v kole | 32 v kole | Q  | Q2 | Q1 |
| ------------ | ----------- | -------- | --------- | ------------- | -------------- | --------- | --------- | -- | -- | -- |
| dvouhra      | [ 1 ] [ 7 ] | 250      | 165       | 100           | 50             | 25        | 0         | 13 | 7  | 0  |
| čtyřhra mužů | [ 8 ]       | 250      | 150       | 90            | 45             | 0         | —         | —  | —  | —  |

### Finanční odměny
| Soutěž                                | Soutěž      | vítězové | finalisté | semifinalisté | čtvrtfinalisté | 16 v kole | 32 v kole | Q2      | Q1      |
| ------------------------------------- | ----------- | -------- | --------- | ------------- | -------------- | --------- | --------- | ------- | ------- |
| dvouhra                               | [ 1 ] [ 7 ] | 88 125 € | 51 400 €  | 30 220 €      | 17 510 €       | 10 165 €  | 6 215 €   | 3 105 € | 1 695 € |
| čtyřhra                               | [ 8 ]       | 30 610 € | 16 380 €  | 9 600 €       | 5 370 €        | 3 160 €   | —         | —       | —       |
| částka ve čtyřhrách je uvedena na pár |             |          |           |               |                |           |           |         |         |

## Mužská dvouhra

### Nasazení
| Stát                          | Hráč                  | ATP | Nasazení |
| ----------------------------- | --------------------- | --- | -------- |
| Dánsko                        | Holger Rune           | 8.  | 1.       |
| Kazachstán                    | Alexandr Bublik       | 27. | 2.       |
| Kanada                        | Félix Auger-Aliassime | 30. | 3.       |
| Chorvatsko                    | Borna Ćorić           | 40. | 4.       |
| Spojené království            | Andy Murray           | 44. | 5.       |
| Kazachstán                    | Alexandr Ševčenko     | 48. | 6.       |
| Francie                       | Alexandre Müller      | 73. | 7.       |
| Francie                       | Gaël Monfils          | 76. | 8.       |
| Žebříček ATP k 15. lednu 2024 |                       |     |          |

### Jiné formy účasti
Následující hráči obdrželi divokou kartu do hlavní soutěže:
- Harold Mayot
- Lucas Pouille
- Holger Rune

Následující hráči postoupili z kvalifikace:
- Ugo Blanchet
- Antoine Escoffier
- Pablo Llamas Ruiz
- Dalibor Svrčina

### Odhlášení
před zahájením turnaj
- Roberto Carballés Baena → nahradil jej  Flavio Cobolli
- Jack Draper → nahradil jej  Hugo Gaston
- Aleksandar Kovacevic → nahradil jej  Benoît Paire
- Lorenzo Musetti → nahradil jej  Pedro Martínez
- Luca Van Assche → nahradil jej  Michael Mmoh

## Mužská čtyřhra

### Nasazení
| Stát                          | Hráč            | Stát               | Hráč            | ATP  | Nasazení |
| ----------------------------- | --------------- | ------------------ | --------------- | ---- | -------- |
| Francie                       | Sadio Doumbia   | Francie            | Fabien Reboul   | 71.  | 1.       |
| Spojené království            | Julian Cash     | USA                | Robert Galloway | 96.  | 2.       |
| Spojené království            | Lloyd Glasspool | Spojené království | Henry Patten    | 104. | 3.       |
| Francie                       | Albano Olivetti | Rakousko           | Sam Weissborn   | 109. | 4.       |
| Žebříček ATP k 15. lednu 2024 |                 |                    |                 |      |          |

### Jiné formy účasti
Následující páry obdržely divokou kartu do hlavní soutěže:
- Grégoire Barrère /  Lucas Pouille
- Hugo Gaston /  Harold Mayot

### Odhlášení
před zahájením turnaje
- Juki Bhambri /  Robin Haase → nahradili je  Robin Haase /  Petr Nouza
- Roberto Carballés Baena /  Bernabé Zapata Miralles → nahradili je  Jaume Munar /  Bernabé Zapata Miralles
- Jack Draper /  Luca Van Assche → nahradili je  Pedro Martínez /  Alexandre Müller

## Přehled finále

### Mužská dvouhra
- Alexandr Bublik vs.  Borna Ćorić, 5–7, 6–2, 6–3

### Mužská čtyřhra
- Sadio Doumbia /  Fabien Reboul vs.  Albano Olivetti /  Sam Weissborn, 6–7(5–7), 6–4, [10–6]